# Shivon Zilis
Shivon Alice Zilis (8 de febrero de 1986) es una inversora de capital riesgo canadiense que trabaja en los campos de la tecnología y la inteligencia artificial.

## Temprana edad y educación
Zilis nació en Markham, Ontario, Canadá y es de ascendencia panyabí. Es hija única y uno de sus padres es un exfuncionario federal. Zilis se graduó en el colegio de secundaria Unionville de Markham. Se graduó en la Universidad de Yale en 2008 con ayuda de una beca académica y deportiva en los grados de economía y filosofía. Se identifica con los filósofos Friedrich Nietzsche y David Hume. En Yale, jugó en el equipo de hockey sobre hielo y se le atribuye uno de los mejores porcentajes de salvamento de todos los tiempos como portera en la escuela. Fuera del atletismo, tocaba la batería y la guitarra y leía literatura. Zilis se inspiró en una banda canadiense llamada Our Lady Peace para leer La era de las máquinas espirituales de Ray Kurzweil y, posteriormente, ha estudiado inteligencia artificial.

## Carrera profesional
Después de graduarse de Yale, Zilis primero se planteó regresar a Canadá, pero en cambio comenzó su carrera en IBM en Nueva York, trabajando en tecnologías financieras en países en desarrollo, especialmente Perú e Indonesia. De 2012 a 2018, fue una de las inversionistas fundadoras y socia de Bloomberg Beta, financiado por Bloomberg LP, utilizando lo que ella llama "inteligencia de máquina". Es miembro del Creative Destruction Lab (una incubadora de aprendizaje automático en la Universidad de Toronto), en la junta directiva del Vector Institute for Artificial Intelligence y el Alberta Machine Intelligence Institute, y miembro fundador de C100.
Zilis es coanfitriona de una conferencia anual en la Universidad de Toronto que reúne a los principales autores, académicos, fundadores e inversores en inteligencia artificial. Fue una de los 30 menores de 30 de Forbes y de los 35 menores de 35 de LinkedIn. En 2015, Zilis se incluyó en la lista Forbes 30 Under 30 para capital de riesgo. Zilis se desempeña como directora de operaciones y proyectos especiales en Neuralink y reporta directamente a Elon Musk. Conoció a Musk a través de su trabajo sin ánimos de lucro en OpenAI, del cual actualmente es miembro de la junta. Aunque Musk cofundó OpenAI, a partir de 2019 ya no está involucrado en la organización ni en su directorio. De 2017 a 2019, se desempeñó como directora de proyectos para el equipo de diseño de chips y productos Autopilot de Tesla, Inc.

## Vida personal
En julio de 2022, se reveló a través de la obtención de documentos judiciales del condado de Travis, Texas, que Zilis tuvo gemelos con Elon Musk nacidos en noviembre de 2021. Ella declaró en 2020 que Musk es la persona que más admira a pesar de las críticas hacia él. Según los documentos judiciales para registrar los nombres de los mellizos, Musk y Zilis, figuraban en la misma dirección en Austin.